# Nina Matvienko
Nina Mitrofanovna Matvienko (transilteración del ucraniano, Нина Митрофановна Матвиенко ; Nedilyshche, Raión de Emilchino, 10 de octubre de 1947-8 de octubre de 2023) fue una cantante ucraniana, galardonada como la condecoración de  Artista del Pueblo de Ucrania.

## Biografía
Fue la quinta de 14 hijos en la familia Metrophanes Ustinovich Ilkovny y de Antonina Matvienko. Comenzó su primaria, en un internado para niños de familias numerosas de la Región Potiivka Radomyshlsky Zhytomyr. 
En 1964, después de la final del estudio vocal en el Coro Nacional de Ucrania G. Verevki. se convirtió en su solista.
En el repertorio de la cantante hay una gran cantidad de canciones populares, entre rituales, canciones, baladas, canciones ucranianas líricas. Y colaboró con compositores ucranianos conocidos: Eugeny Stankovitchem, Olegom Kivoj, Miroslavom Skorikom Irina Kirilinoj, Anna Gavrilets, etc.
La cantante llevaba una actividad concertística activa. Estuvo de gira en varios países, como Polonia, Finlandia, Francia, República Checa, Canadá, México, Estados Unidos; y grabó varios discos compactos.
En 1975, terminó la licenciatura por la Facultad de Artes de la Universidad de Kiev, participando en obras literarias. Fue profesora de la Cátedra de técnica musical de la Universidad Nacional de Kiev de Cultura y Artes.
Desde 2004 aceptó participar en la vida política del país. Después de la sustitución del poder político en Ucrania en 2014, en noviembre de 2014 organizó un evento en el país, sobre el genocidio de la nación.

## Vida privada
En 1971 se casó con el pintor Pierre Gonchara - el hijo del famoso popular ucraniano y etnógrafo Ivan Gonchara. La pareja tiene tres hijos - Iván, Andrey y Antonina. Dos siguieron el ejemplo del padre, son pintores. En 2005 Ivan se hizo monje. Y Antonina sigue el oficio de la madre cantando, participando en el concurso de "La Voz del país".

## Filmografía
- 1971 - Озарение (Iluminación)
- 1972 - Зозуля с дипломом — Оля (Diploma Zozulya) - Olya
- 1973 - Не пройдет и года... (En menos de un año ...) - Zina (constructora, la novia Nicholas)
- 1974 -  Прощайте, фараоны! (¡Adiós a los faraones!) - Katherine
- 1975 -  Как закалялась сталь (Cómo el acero fue templado) (1 Ser.) - Valea
- 1986 -  Обвиняется свадьба (Acusado de matrimonio)
- 1987 -  Соломенные колокола (Campanas de paja) - Katerina
- 1990 -  Дальше полета стрелы (Flecha próximo vuelo)
- 1998 - Улыбка зверя / Посмішка звіра (Украина) (Sonrisa bestial) / Posmіshka zvіra (Ucrania)

## Vocalista
- 1984 -  Иванко и царь Поганин (Ivanko y el rey Poganin) (versión canción de cuna)
- 1988 - Горы дымят (Humo de la montaña) / Gori dimlyat
- 1972 - пропавшая грамота (El diploma que falta)